# Toyouke Ōmikami

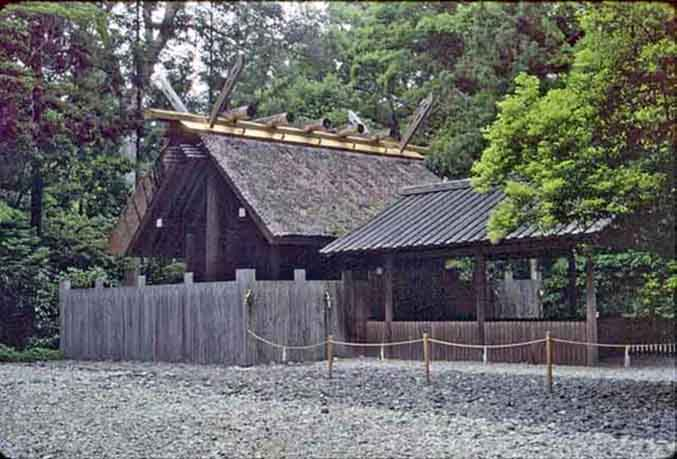
Del av Geku i Ise Jingū

Toyouke Ōmikami, eller Toyouke-bimekami (japanska: 豊受大神), är en gudinna (kami) i shintoismen i Japan. Hon dyrkas sedan 400-talet i Ise Jingū i Mie prefektur och är matens, klädernas och bostadens gudinna.

## Ursprung
Enligt den legend som beskrivs i Nihonshoki ("Japans krönika i enskilda skrifter") sändes månguden Tsukuyomi till jorden av sin syster solgudinnan Amaterasu för att besöka Ukemochi no Kami. Enligt Kojiki (“Redogörelser för gamla händelser”) var det en annan bror, stormguden Susanoo, som var budbärare. Hon bjöd honom på mat, men han blev missnöjd och dödade henne. Solgudinnan vredgades av detta.
En annan budbärare upptäckte att olika livsmedel hade uppkommit ur hennes döda kropp, såsom ris från buken och vete och bönor från hennes könsorgan. Amaterasu lät så sädesslagen för människornas framtida användning, och genom att placera silkesmaskar i munnen startade hon tillverkning av råsiden.

## Kult
Under Sujins, den tionde kejsaren i Japan, regering dyrkades Toyouke Ōmikami i provinsen Tamba. År 478, under kejsaren Yūryakus regering flyttades kulten av Toyouke Ōmikami till Ise Jingū. Toyouke Ōmikami tjänar som kami i tjänst hos solgudinnan Amaterasu, som är högsta gudomen som dyrkas i Ise Jingū. Dyrkan av henne sker i den så kallade "Yttre helgedomen": Toyouke daijingū eller Gekū.
Gudinnan dyrkas också i helgedomen Atago-jinja i staden Kyoto.